# Интерлингве
Интерлингве (ие. Interlingue) је међународни помоћни језик настао 1922. Његов творац, Едгар де Вал, настојао је да постигне максималну граматичку правилност и природан карактер. Речник се заснива на већ постојећим речима из различитих језика и деривационом систему који користи препознате префиксе и суфиксе.

## Књижевност
- Kajš, Jan Amos (1938) Krasina, raconta del subterrania del Moravian carst[1].
- Podobský, Jaroslav (1935/1947) Li astres del Verne[2].
- Costalago, Vicente (2021) Li sercha in li castelle Dewahl e altri racontas.
- Costalago, Vicente (2021) Antologie hispan.
- Costalago, Vicente (2021) Fabules, racontas e mites.